# Parque Nacional Laguna Negra
El Parque Nacional Laguna Negra es un área protegida de Uruguay, ubicada en el departamento de Rocha, que desde el 20 de febrero del 2025 integra el Sistema Nacional de Áreas Protegidas de Uruguay. Abarca el espejo de agua de la Laguna Negra así como también a la Estación biológica Potrerillo de Santa Teresa con una superficie de 715 hectáreas y la fracción del Parque Nacional Santa Teresa ubicada al norte de la ruta 9. 
El parque integra humedales, bosques nativos, praderas y costas arenosas y rocosas. Los predios son propiedad del Ministerio de Ambiente y el Ministerio de Defensa, y han sido gestionados de forma coordinada por PROBIDES (Programa para la Conservación de la Biodiversidad y Desarrollo Sustentable en los Humedales del Este) y la DINAMA (Dirección Nacional de Medio Ambiente).

## Ubicación
El parque se encuentra situada en la zona noreste del departamento de Rocha, adyacente al Parque Nacional Santa Teresa. Se puede acceder al predio desde la Ruta 9 a la altura del km 302.

## Historia
La fracción de campo hoy ocupada por el Potrerillo de Santa Teresa fue propiedad del Banco República hasta el año 1939, cuando a través de la Ley 9889 del 9 de noviembre de ese año, se dispuso la donación del predio al Estado por parte del banco. En 1991, a través de la Ley 16226, se dispuso la inclusión de esta reserva a las disposiciones del artículo 458 de la Ley 16170 (del 28 de diciembre de 1990), encomendando de esta manera al MVOTMA el estudio y definición precisa del área de protección y reserva ecológica así como su reglamentación de su uso y manejo.
El 20 de febrero del 2025 mediante el Decreto Nº 43/025, se aprueba la selección y delimitación del área natural protegida Laguna Negra, y su ingreso al Sistema Nacional de Áreas Protegidas (SNAP) bajo la categoría de Parque Nacional.

## Características

### Paisajes
El área presenta cuatro ambientes principales a destacar: pradera, monte indígena, bañado y costa arenosa.
Dentro del Potrerillo de Santa Teresa el ambiente más amplio corresponde al bañado con 465 hectáreas (64%). Este paisaje presenta densos pajonales de cortadera y espadaña, con parches de grama, sarandí colorado, ceibo, curupí, duraznillo, junco y otras especies enraizadas. Este ambiente es habitado por mamíferos como nutrias, carpinchos, lobitos de río y aves como ipecá, pico de plata, piojito gris y el dragón.
El siguiente ambiente es la pradera, con una superficie de 215 hectáreas (30%). Allí la vegetación predominante son las gramíneas, existiendo parches formados por matas de espina de la cruz, paja estrelladora y caraguatá. En la parte más alta de la pradera se destaca la palmera butiá. En la zona más baja se desarrolla de forma temporaria vegetación que es característica de terrenos inundables como la cola de zorro y la grama. En este ambiente se pueden encontrar animales como el zorrillo, el apereá, el ñandú, la lechucita común y el lagarto overo.
El monte indígena ocupa un área de 35 hectáreas (5% del total). Está integrado por árboles de pequeño porte como chal-chal, arrayán, coronilla, canelón, y el tala trepador. Los árboles son acompañados por algunos arbustos como la envira. Este ambiente es habitado por algunas especies como guazú virá, gato montés, mano pelada, cardenal azul, zorzal, culebra verde esmeralda, y el sabiá.
Por último, la costa arenosa representa menos del 1% de la superficie del predio, y está acompañada por la presencia de especies vegetales como el sarandí colorado y algunas gramíneas. En este ambiente predominan las aves migratorias como los chorlos y los gaviotines, espátulas rosadas, garzas blancas, cigüeñas así como varias especies de patos silvestres.

### Yacimientos arqueológicos
Dentro del predio del Potrerillo de Santa Teresa existen dos estructuras de las conocidas como cerritos de indios. En ellas se realizaron excavaciones, hallándose un enterramiento humano y uno de un perro, por lo que los hallazgos confirman la función funeraria que tenían estos sitios cuando eran ocupados por indígenas. En estos cerritos se han recuperado también vestigios de fauna desaparecida del área como grandes cérvidos, posiblemente pumas, así como restos de animales que aún ocupan esta área como roedores pequeños, nutrias, comadrejas, aves, guazú-bira, entre otros.
En niveles más superficiales de estas formaciones fueron recuperados también restos de vasijas de cerámica, utilizada por los antiguos pobladores de la zona.

## Servicios
En el predio existe un centro de visitantes, desde donde parten dos senderos de interpretación denominados El Tarumán y El Ceibo. El primero posee un recorrido de 700 metros hasta el embarcadero y sirve de interpretación del bosque nativo, mientras que el segundo, con una longitud de 1000 metros, está dedicado a la interpretación de los diferentes ecosistemas: bosques, bañados y praderas.